# Comité national des sports
Pour les articles homonymes, voir CNS.
Le Comité national des sports ou CNS — créé en 1908 pour représenter les fédérations sportives auprès du pouvoir politique — donne naissance en 1972 au Comité national olympique et sportif français.

## Histoire
L'Union des sociétés françaises de sports athlétiques (USFSA) fondée fin 1887 en tant que fédération sportive de course à pied par Georges de Saint-Clair et Jules Marcadet s’ouvre à partir de 1889 à d’autres sports (rugby, hockey sur gazon, football, escrime, natation…). Dès 1894 elle est à l'origine du premier Comité olympique français (COF) où elle ne tarde pas à entrer en conflits avec Pierre de Coubertin. Le 23 mai 1908, elle crée le Comité national des sports (CNS) à l'initiative de Frantz Reichel afin de représenter les fédérations sportives adhérentes auprès du pouvoir politique et de rétablir ainsi son autorité menacée également par la création du Comité français interfédéral (CFI) l'année précédente par Charles Simon. Le CNS siège au 45 rue de Clichy et les fédérations membres sont agréées par cooptation ou sur dossier et assurent à tour de rôle la présidence jusqu'en 1913. Les fédérations d'aviron, de boxe, d'escrime, de cyclisme et l'USFSA adhèrent dès l'origine. Celles de tir à la cible, de golf, d'équitation militaire, de tir de chasse, d'aérostation et l'Union des sociétés de gymnastique de France (USGF) les rejoignent en 1912 et le Club alpin en 1913. 

### Le rattachement du Comité olympique français
À la veille de la Grande guerre, en 1913, le COF se constitue de façon pérenne au sein même du CNS : les deux comités disposent d’un siège social commun et d'un président unique : Justinien Clary. En 1919, la dissolution de l'USFSA se traduit par l'adhésion de 10 nouvelles fédérations. Alors que l'USFSA éclate ainsi pour mettre un terme définitif à son existence en 1922 les rapports respectifs du CNS, reconnu cette même année 1922 d’utilité publique, et du COF connaissent ensuite de multiples interactions jusqu'en 1972. Leurs champs d'action réciproques restent souvent difficiles à identifier. Par exemple lors des Jeux olympiques d'été de 1924 c'est Frantz Reichel secrétaire général du CNS qui assure aussi le secrétariat général du comité d'organisation ainsi que celui des Jeux d'hiver de Chamonix.

### L'indépendance complémentaire
En 1925, après ces Jeux, le CNS et le COF se dotent d’un bureau et d’une présidence distincts mais le COF reste placé sous l’égide du CNS présidé par Gaston Vidal. Cependant au cours des années qui suivent, les deux comités affinent et différencient leurs missions respectives : au COF la logistique et les transports de la délégation française à l’occasion des Jeux olympiques et au CNS les problèmes communs relatifs à l’ensemble des fédérations françaises et de ses autres membres. À partir de 1931 Jules Rimet succède à Gaston Vidal à la présidence du comité qui devient Comité d'éducation physique et des sports sous le Front populaire. Il siège alors au 55 boulevard Haussman.

### La politique de Vichy
Dans le cadre de la Révolution nationale la loi du 20 décembre 1940 du régime de Vichy - dite Charte des sports - fait du CNS un quasi-organisme d'État chargé d'orienter, de diriger, de contrôler le sport français. En matière de politique sportive, remise en forme physique et contrôle de la jeunesse celui-ci devient le pilier du nouvel ordre moral. Elle est complétée par 2 lois concernant les équipements et infrastructures : 
- la loi du 26 mai 1941 : relative au recensement, à la protection et à l’utilisation des locaux et terrains de sport, des bassins de natation et des piscines (Loi Borotra).
- la loi du 18 juillet 1941 : tendant à faciliter l'exécution d'urgence des travaux d'équipement sportif. Les communes, les départements et l’État peuvent poursuivre l’expropriation, pour cause d’utilité publique, des propriétés nécessaires à l’établissement de toutes installations d’Éducation générale ou sportives (J.O du 14 juin 1941 et du 4 septembre 1941).

Puis la loi du 12 juillet 1943 proscrit toute rémunération financière ou en nature des participants aux compétitions, exhibitions et fixe les peines pour non-respect : amendes, sanctions disciplinaires voire prison. Pour le football professionnel : interdiction des étrangers qui sont à remplacer par des amateurs (4 à 6), salaire joueur fixé par le Commissariat général à l’éducation générale et sportive (CGEGS)...
C'est la première étape du contrôle du sport par l'État (d'autres lois, ordonnances, décrets suivront jusqu'à ce jour). L’intérêt général du sport pour la nation se manifeste différemment pour l'État et cette loi est la première officialisation de l’appropriation publique d’un domaine qui était avant 1940 entièrement du domaine privé associatif.
Il revient à Jules Rimet de gérer ce passage délicat. Le logo des trois anneaux tricolores entrelacés, emprunté alors au sport militaire et largement repris depuis, date de cette période.

### La séparation
Dès 1952 les statuts des comités olympique nationaux, édictés par le Comité international olympique (CIO), exigent la prééminence des fédérations olympiques au sein de ces derniers ce qui entraîne l’indépendance totale du COF vis-à-vis du CNS ; celui-ci choisit de continuer à représenter toutes les fédérations sur un pied d'égalité. La séparation totale est donc actée et les deux organismes coexistent pendant 20 ans. L'importance du CNS, quelque peu fragilisé par son implication dans la politique de Vichy, se trouve progressivement minorée par rapport à celle du COF à partir de la Ve République et de sa nouvelle politique sportive qui favorise la recherche de l'excellence internationale.

### Le Comité national olympique et sportif français
En février 1972, à l'initiative de Marceau Crespin directeur des sports au ministère, de Claude Collard président du COF et de Robert Pringarbe secrétaire général du CNS, les deux organismes fusionnent pour donner naissance à l'actuel Comité national olympique et sportif français (CNOSF).

## Les présidents duCNS

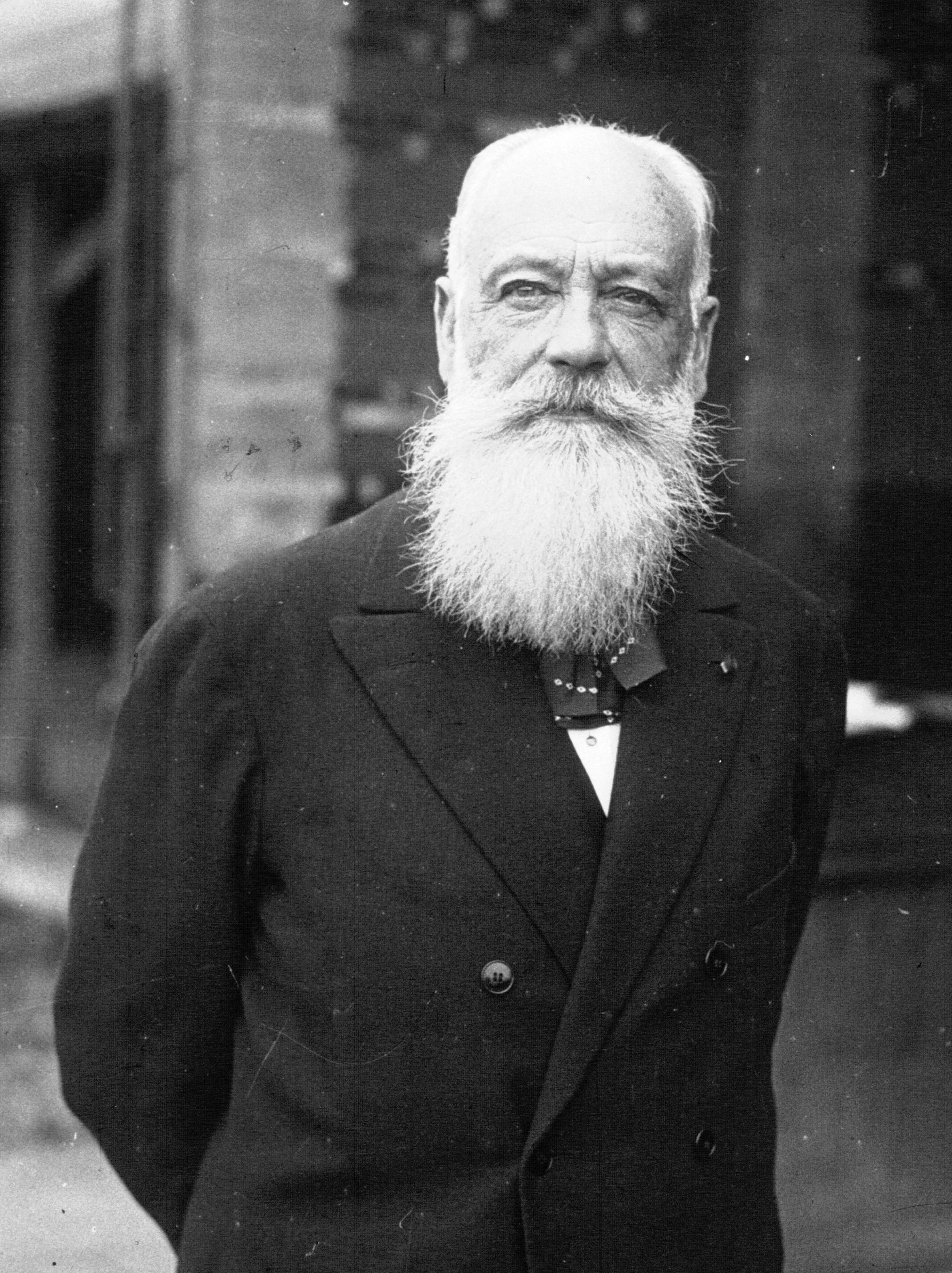
Le comte Justinien Clary cumule pendant 12 ans les présidences du CNS et du COF

Pendant les cinq premières années la présidence change chaque année. Mais on assiste en fait à un chassé-croisé entre Duvigneau de Lanneau et Albert Glandaz. Ce n'est qu'à partir de 1913 que la fonction connaît la stabilité avec Justinien Clary qui cumule la présidence du COF qui échappe alors à Pierre de Coubertin. Gaston Vidal, dernier président de l'USFSA et récent secrétaire d'État (1921-1924), lui succède en 1925 alors que Clary conserve celle du COF jusqu'en 1933. Entre-temps Jules Rimet, président de la Fédération française de football (FFF), accède à la présidence en 1931 et il lui revient de traverser la période trouble et complexe de l'État français.
- 1908-1909 : Duvigneau de Lanneau
- 1909-1910 : Marquis de Chasseloup-Laubat
- 1910-1911 : Albert Glandaz
- 1911-1912 : Duvignaud de Lanneau
- 1912-1913 : Albert Glandaz
- 1913-1925 : Justinien Clary
- 1925-1931 : Gaston Vidal
- 1931-1947 : Jules Rimet
- 1947-1967 : Alfred Eluère
- 1967-1971 : Pierre Graux
- 1971-1972 : François Chiarisoli

## Philosophie et principes duCNS
Le CNS est une émanation de l’USFSA. Contrairement à d'autres fédérations françaises existant alors celle-ci est extrêmement attachée aux règles de l'amateurisme et le CNS reprend ses exigences :

- rejet de et vigilance envers toute tentative de professionnalisation du sport et de tout professionnalisme sportif. Cependant cette position évolue à partir de 1931 avec la présidence de Rimet qui ne s'oppose aux débuts du professionnalisme dans le football français dès l'année suivante,
- recommandations pour et surveillance de l’amateurisme sans faille des sportifs, des fédérations sportives membres ou désirant le devenir avec rejet de tout lien avec une profession en rapport avec le sport. Cependant, là aussi, il ne peut empêcher totalement la circulation "sous la table" des enveloppes de dirigeants ou organisateurs sportifs.